# Ulrich Walter
Ulrich Hans Walter (Iserlohn, 9 februari 1954) is een Duits voormalig ruimtevaarder. Schlegel zijn eerste en enige ruimtevlucht was STS-55 met de spaceshuttle Columbia en vond plaats op 26 april 1993. Tijdens de missie werd onderzoek gedaan in de Spacelab module.
Walter werd in 1987 geselecteerd door de Deutsches Zentrum für Luft- und Raumfahrt om te trainen als astronaut. In 1993 ging hij als astronaut met pensioen. 